# Sunswift

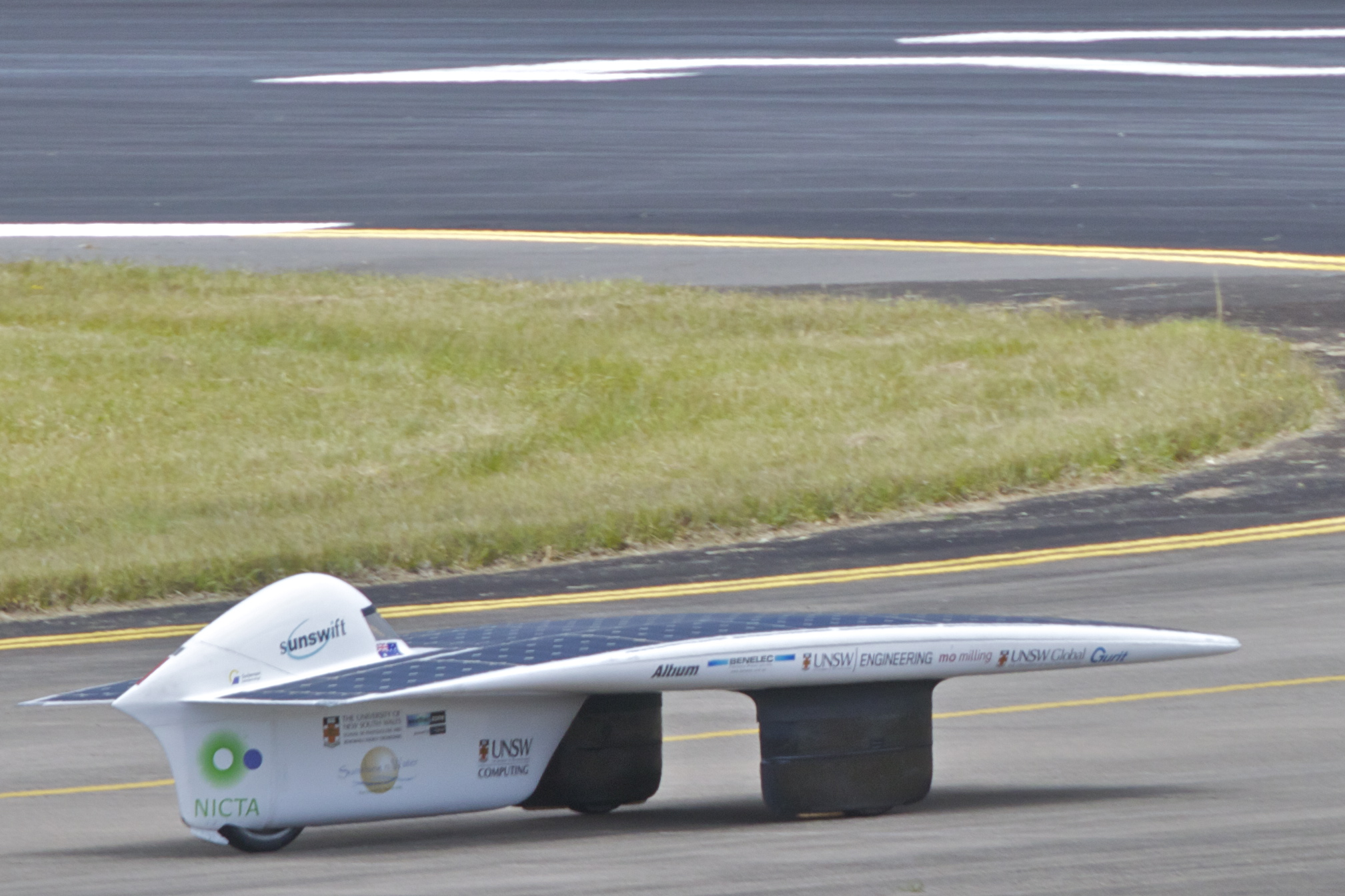
La Sunswift IV, qui a participé au World Solar Challenge 2009.

La Sunswift est une voiture solaire destinée à la course. Elle a été construite par une équipe de l'Université de Nouvelle-Galles du Sud, à Sydney (Australie), pour participer au World Solar Challenge, un défi consistant à traverser l'Australie avec une voiture à énergie solaire.
Dans la version IV, elle pèse 140 kg et peut rouler jusqu'à 90 km/h.
Les modèles développés ont été les suivants :
- Sunswift I (1996)
- Sunswift II (1998-2005)
- Sunswift III (2005-2008)
- Sunswift IV (IVy) (2009-2011)
- Sunswift V (eVe) (2012-2016)
- Sunswift VI (VIolet) (2017-aujourd'hui)